# Babau e Boldors
Babau e Boldors (en francès Babeau-Bouldoux) és un municipi occità del Llenguadoc, situat al departament de l'Erau i a la regió d'Occitània.